# Bataille de Chantilly
Guerre de Sécession
Batailles
Campagne de Virginie Septentrionale
- Cedar Mountain
- Rappahannock Station
- Manassas Station
- Thoroughfare Gap
- Bull Run
- Chantilly

La bataille de Chantilly (ou bataille de Ox Hill selon les Confédérés) eut lieu le 1er septembre 1862 dans le comté de Fairfax (Virginie). Ce fut une bataille d’arrière-garde acharnée, disputée tout près de la capitale fédérale Washington D.C., sous un terrible orage, par des troupes épuisées. La bataille de Chantilly, au résultat tactiquement incertain, fut cependant une victoire stratégique pour l'armée de Virginie du Nord de Robert E. Lee : elle marqua la fin de la campagne de Virginie Septentrionale.
Deux généraux unionistes éminents furent tués à Ox Hill : Isaac Stevens et Philip Kearny.

## Contexte
Défait lors de la seconde bataille de Bull Run (29-30 août 1862), John Pope, le commandant de l'armée de Virginie unioniste bat en retraite vers Centreville (Virginie).
Le mouvement commence le 30 août au soir, sous la protection de l'arrière-garde commandée par le major général Irvin McDowell. Après le passage des derniers bataillons, le 1er corps unioniste du major général  Franz Sigel détruit Stone Bridge (le « Pont de Pierre ») sur le ruisseau Bull Run.

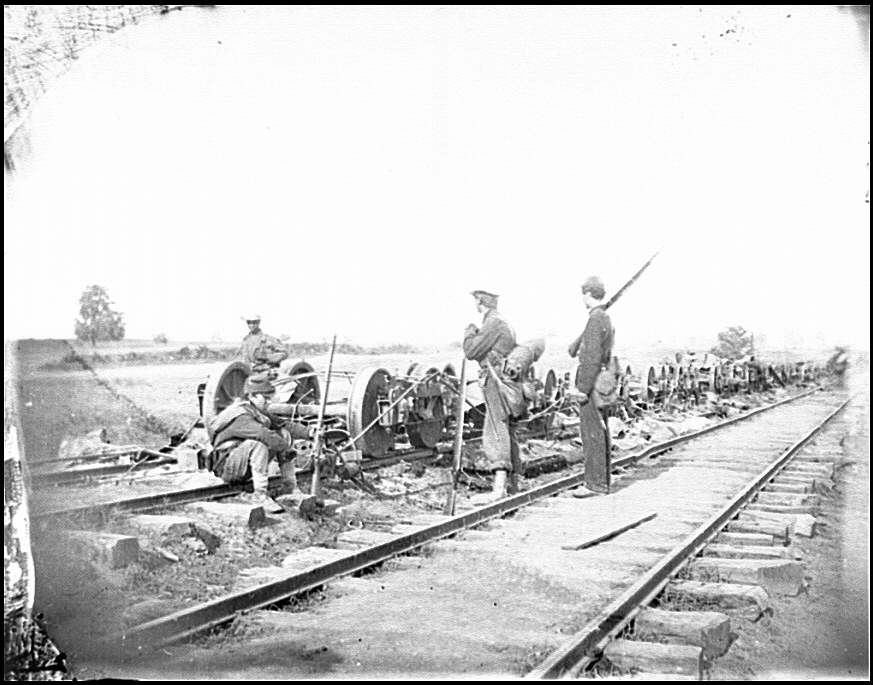
Ces jeunes soldats fédéraux à l’équipement hétéroclite, fatigués, et de plus probablement formés à la hâte (l’un d’eux croise les mains sur la gueule de son fusil, geste extrêmement imprudent…) gardent les débris de trains incendiés après le raid de Stonewall Jackson sur Bristoe Station. À la faveur de l’accalmie qui succède à la seconde bataille de Bull Run ils vont sans doute avoir la chance, sous la conduite de Nathaniel Prentice Banks, de rejoindre l’armée de Virginie (unioniste), puis Washington D.C..

Robert E. Lee, conscient que son armée est épuisée par près de deux semaines de marche et trois jours de batailles, ne poursuit pas l’armée de Virginie (unioniste) en retraite.
Le IIe Corps unioniste  de Nathaniel P. Banks, qui gardait la voie ferrée, peut ainsi quitter Bristoe Station et rejoindre l'armée de Pope. Et surtout les IIe, Ve, et VIe corps de l'armée du Potomac, qui ont été retirés à George McClellan (malgré ses protestations) et viennent d'arriver de la Péninsule de Virginie, sont lancés en avant par Washington et mis sous le commandement de Pope. 
Au matin du 31 août, Pope est démoralisé et indécis. Contrairement à son habitude, il convoque un conseil de guerre et prend l'avis de ses généraux. À l'issue de la réunion Pope décide de faire rentrer l'armée de Virginie (unioniste) à Washington ; mais un ordre de Henry W. Halleck, le général-en-chef des armées, arrive de la capitale : il faut attaquer de nouveau les sudistes.
Lee, cependant, a établi un plan : couper Pope de Washington en faisant répéter à Stonewall Jackson sa brillante marche de contournement du 26 août par Thoroughfare Gap. Stuart et ses cavaliers seront les éclaireurs, et  Longstreet restera un certain temps immobile pour leurrer l'ennemi et lui faire croire que les confédérés ne bougent pas. L'objectif de Stonewall sera de prendre Germantown (actuellement Jermantown, dans la banlieue ouest de Faifax City), point de convergence des deux seules routes que Pope peut prendre pour rentrer à Washington : les turnpikes (grand-routes à péage, pavées de planches) de Warrenton (actuellement Route US 29)  et de Little River (actuellement Route US 50).

## Préliminaires
Les troupes de Stonewall s’ébranlent; mais elles sont fatiguées et mal nourries, avancent lentement sous la pluie, et doivent bivouaquer à Pleasant Valley, à 3 miles au nord-est de Centreville.
Au soir du 31 août, Pope ne se doute pas qu'il est en train de se faire contourner. Mais pendant la nuit du 31 août au 1er septembre, il apprend d’un de ses officiers qu'une forte troupe de cavalerie sudiste a canonné au crépuscule un convoi avançant sur la grand-route vers Germantown, puis s’est retirée. Pope accorde peu d'importance à l'incident, mais on lui annonce quelques heures plus tard qu'un gros corps d'infanterie ennemie a été vu, marchant vers l'est sur la turnpike de Little River.
Pope comprend alors le danger, annule les préparatifs d'attaque, ordonne la retraite sur Washington D.C., et envoie une série de patrouilles sur les routes pour s'assurer qu'elles ne sont pas déjà tenues par l'ennemi.

## Bataille

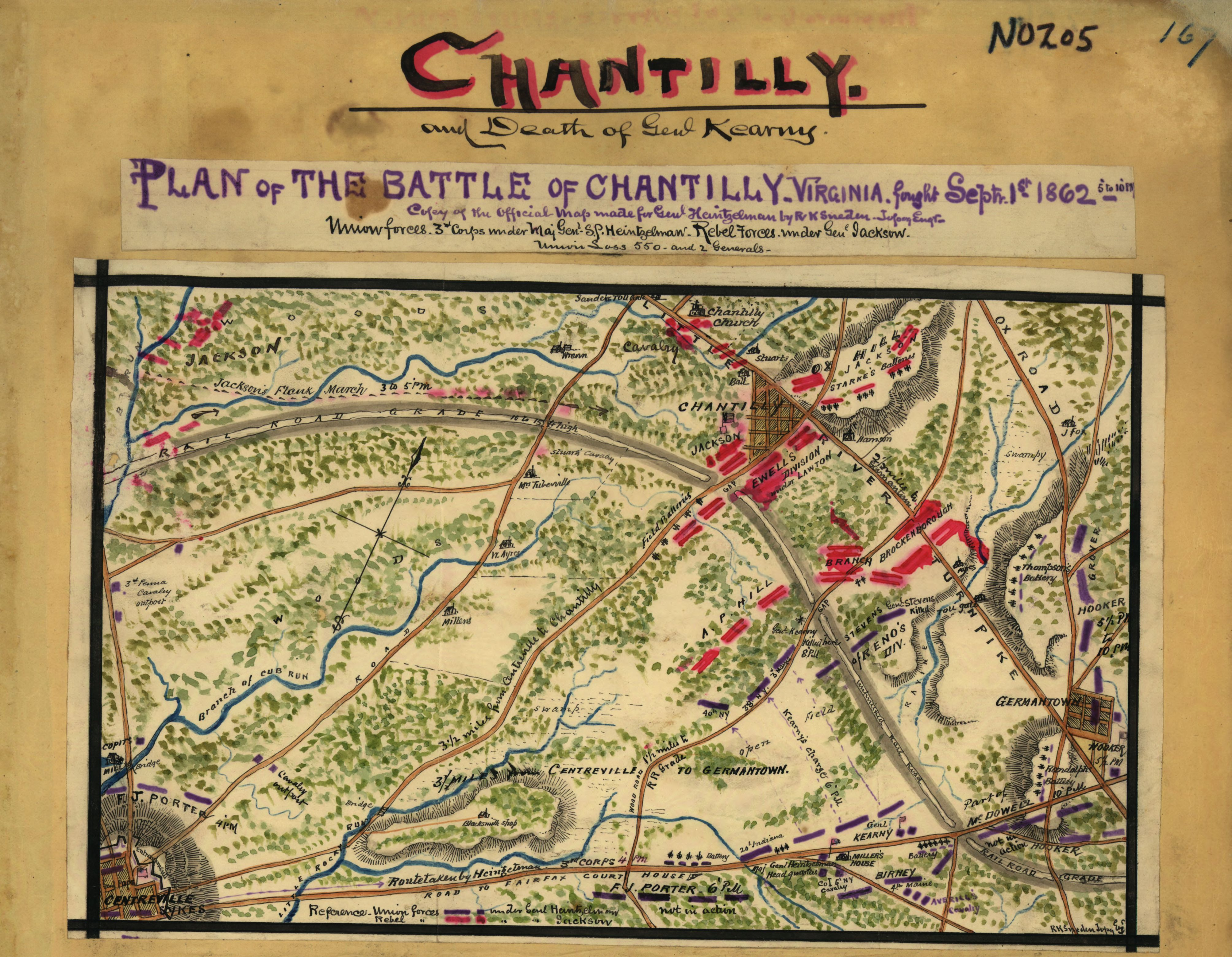
Plan de la bataille de Chantilly (extrait du journal personnel de Robert Knox Sneden, topographe, peintre et soldat fédéral). Sur ce document qui allie art naïf et précision topographique, Ox Hill et les deux routes conduisant à Germantown sont bien visibles

Au matin du 1er septembre, comme la pluie tombe à verse et que les montures de la cavalerie sont fourbues, Pope donne l'ordre au maj.gen. Edwin V. Sumner d'envoyer une brigade d’infanterie en reconnaissance vers le nord. Il continue cependant à presser le mouvement de retraite vers Washington, et envoie le Corps d'Irvin McDowell s'assurer du carrefour stratégique de Germantown. Puis il ordonne au brig.gen. Isaac Stevens de prendre la tête de deux brigades du IXe corps de Jesse L. Reno et d'aller arrêter Stonewall. Dans l'après-midi il envoie un renfort à Stevens : le major général Philip Kearny et sa division.
Les troupes de Stonewall ont repris leur marche vers le sud, mais elles sont épuisées et avancent lentement sous la pluie battante. Après 3 milles (4,8 km) de progression, Stonewall occupe Ox Hill (la colline du bœuf), au sud-est de la plantation de Chantilly.
Les troupes de Stevens rejoignent les sudistes à cet endroit, et, bien qu'en plus faible nombre, elles attaquent. Leur charge sous la pluie, à travers une prairie, contre le centre des Confédérés tenu par Alexander Lawton, est tout d'abord victorieuse. Mais la brigade de Jubal Early mène une puissante contre-attaque.  Isaac Stevens, qui se lance à leur rencontre à la tête de son 79th New York Volunteers (les Cameron Highlanders) est tué d'une balle dans la tempe à 5 h, et les unionistes reculent.
Le maj-gen.Kearny arrive alors avec sa division, et fait charger la brigade du brig. gen. David B. Birney sur la gauche des hommes de Stevens. Dans les buissons et la boue, le combat dégénère en corps à corps sanglant avec les hommes de A.P. Hill. Philip Kearny, qui est allé reconnaître une éventuelle brèche dans la ligne nordiste, est tué dans un champ de maïs par des soldats du 49th Georgia Infantry. Birney fait alors reculer ses troupes et quitte le champ de bataille.
Grâce en particulier au sacrifice du 21e régiment volontaire d'infanterie du Massachusetts  et du 51e de New York (pertes : 1 300 hommes, contre 800 du côté sudiste), la poussée de Stonewall Jackson a été arrêtée. Le 21e régiment volontaire d'infanterie du Massachusetts  subit les plus lourdes pertes qu'il subira tout au long de la guerre : 3 officiers et 19 hommes du rang tués, 5 officiers et 37 hommes du rang blessés,  3 officiers et 37 hommes du rang portés disparus(p22).

## Conséquences
Dans la nuit, Longstreet arrive à la rescousse de Stonewall, mais les unionistes se sont retirés sur Germantown et Fairfax Court House.
Tactiquement, la bataille est indécise : deux généraux unionistes ont été tués et  les confédérés sont restés maîtres du terrain, mais le mouvement tournant de Stonewall a avorté, l'armée de Pope n'a pas été détruite, et elle continue sa retraite vers la capitale.
Lee va traverser le Potomac et commencer sa campagne du Maryland.
Le président retire le commandement de l'armée de l'Union au major général Pope le lendemain(p22). L'armée de Virginie (unioniste) est dissoute, et ses éléments versés dans l'armée du Potomac, qui sera confiée à McClellan.

## Sources
- (en) Cet article est partiellement ou en totalité issu de l’article de Wikipédia en anglais intitulé « Battle of Chantilly » (voir la liste des auteurs).

- Esposito, Vincent J. West Point Atlas of American Wars. New York: Frederick A. Praeger, 1959. (OCLC 5890637). La collection de cartes (sans texte d'explications) peut être retrouvée sur  West Point website.
- Ropes, John Codman. The Army in the Civil War. Vol. 4, The Army under Pope. New York: Charles Scribner's Sons, 1881. (OCLC 458186269).
- Salmon, John S. The Official Virginia Civil War Battlefield Guide. Mechanicsburg, PA: Stackpole Books, 2001.  (ISBN 0-8117-2868-4).
- National Park Service battle description